# День АНЗАК

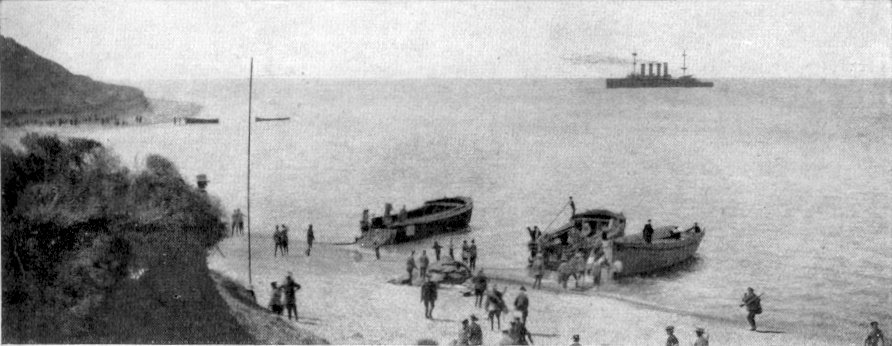
25 апреля 1915 года

День АНЗАК (англ. Anzac Day) — национальный праздник Австралии и Новой Зеландии.
25 апреля 1915 года в ходе Первой мировой войны силы Антанты (британцы, австралийцы, новозеландцы, ньюфаундлендцы, индийцы, французы) начали десантирование на полуострове Галлиполи (Турция). В последовавших затяжных и кровопролитных сражениях десант не смог развить наступление с захваченных плацдармов и в конце года был эвакуирован. В ходе этой неудачной операции, получившей название Дарданелльской, особо отличились войска Австралийско-новозеландского армейского корпуса (Australian and New Zealand Army Corps, ANZAC).
День АНЗАК начал официально отмечаться с 1916 года (в Новой Зеландии — с 1920). Поначалу это был день памяти австралийцев и новозеландцев, погибших в Первой мировой войне. После Второй мировой войны 25 апреля в Австралии и Новой Зеландии вспоминают своих граждан, погибших во всех войнах и военных конфликтах с участием этих стран. По традиции, в этот день проводятся церковные службы, военные парады, встречи ветеранов. Австралийские и новозеландские туристы посещают Галлиполи, где также проводятся памятные мероприятия. Только в день АНЗАК разрешено играть в национальную игру с подбрасыванием монет ту-ап, которой увлекались и солдаты Первой мировой войны.
В результате широких антивоенных настроений, в 1973 году на национальной конференции Австралийской лейбористской партии рассматривалась возможность отмены Дня АНЗАК и введения вместо него дня мира, однако это так и осталось проектом.

День АНЗАК отмечается в обеих странах. Типичное отношение к нему в Австралии отражают, к примеру, слова генерал-губернатора страны Майкла Джеффери, заявившего в 2006 году, что благодаря Дарданелльской кампании у австралийцев появилось чувство национального сознания. С другой стороны, различные общественные объединения критикуют этот праздник как инструмент навязывания милитаристской идеологии и участия в империалистических войнах на стороне метрополии. В октябре 2008 г. экс-премьер Австралии Пол Китинг (Paul Keating), возражая Джеффери, заявил, что считает нецелесообразными ежегодные сборища по поводу высадки в Галлиполи: ибо «полная глупость — утверждать, что нация могла родиться или, хотя бы, возродиться на этом полуострове». Действующий премьер Кевин Радд возразил Китингу: 
Галлиполийская кампания — это часть нашего национального самосознания, часть нашей национальной души, часть нашей национальной идентичности, и я, как премьер-министр страны, глубоко горжусь этим!
Кроме Австралии и Новой Зеландии, различные церемонии в этот день проходят в отдельных городах Великобритании, Канады, Израиля, Турции, Франции, Египта, Тонга, Самоа, Науру, на Соломоновых Островах и в других местах.
В Австралию запрещается ввозить товары, в названии которых имеется слово «Anzac».